# بلدة تيرون (مقاطعة ليفينغستون)
تيرون، مقاطعة ليفينغستون (بالإنجليزية: Tyrone Township, Livingston County, Michigan)‏ هي بلدة تقع بولاية ميشيغان في الولايات المتحدة. تبلغ مساحتها 95.2 (كم²)، وترتفع عن سطح البحر 289 م، بلغ عدد سكانها 8459 نسمة في عام تعداد الولايات المتحدة 2000 حسب إحصاء مكتب تعداد الولايات المتحدة وتصل الكثافة السكانية فيها 91.6 نسمة/كم2.

## وصلات خارجية
- The US50 - Cities and Towns in Michigan State
- Michigan Cities and Towns, Facts, Map, Flag, Colleges, Government, and More